# Сабалли, Сату
Сату «Белли» Сабалли (англ. Satou "Belly" Sabally; род. 25 апреля 1998 года в Нью-Йорке, штат Нью-Йорк, США) — немецкая профессиональная баскетболистка, выступающая в женской национальной баскетбольной ассоциации за команду «Финикс Меркури». Была выбрана на драфте ВНБА 2020 года в первом раунде под общим вторым номером клубом «Даллас Уингз». Играет на позиции лёгкого форварда.

## Ранние годы
Сату Сабалли родилась 25 апреля 1998 года в городе Нью-Йорк (штат Нью-Йорк) в семье отца-гамбийца и матери-немки, у неё есть младшая сестра, Ньяра. В возрасте двух лет её семья перебралась в Гамбию, в семь — в Берлин, столицу Германии, а уже в семнадцать — во Фрайбург, там Сату училась в гимназии Роттек и выступала за местную баскетбольную команду. Была обнаружена местным тренером в возрасте девяти лет на детской площадке и начала регулярно посещать тренировки, а в своей первой молодёжной команде была единственной девушкой.